# Мант-ла-Жоли
Мант-ла-Жоли́ (фр. Mantes-la-Jolie) — город и коммуна во французском департаменте Ивелин, административный центр округа Мант-ла-Жоли и кантона Мант-ла-Жоли.

## Географическое положение
Мант-ла-Жоли — промышленный город в 53 км западнее Парижа на левом берегу реки Сены.
Коммуна находится в центре городской агломерации. Связана с Парижем автомагистралью и железной дорогой.

## История
Название Мант (Mantes) происходит от галльского medunta — дуб, изображённый и на гербе города. Приставка «ла Жоли» («красавица») появилась благодаря письму короля Генриха IV своей фаворитке Габриэль д’Эстре в Мант, в котором он писал: «Я еду в Мант, моя красавица».
Во времена Каролингов Мант был портом на реке Сена. Вскоре, из-за своей близости к Нормандии Мант был укреплён и служил для защиты Парижа от нападений извне.
В 1087 году Мант был сожжён Вильгельмом I Завоевателем во время его похода в Вексен. В 1110 году Людовик VI даровал Манту права свободного города. 14 июля 1223 года здесь скончался король Филипп II Август. Во время конфликтов с англичанами город постоянно менял своих хозяев.
После кончины Генриха III Мант находился на стороне Католической лиги, а затем был завоёван Генрихом IV. Здесь находилась его резиденция, а затем он часто наведывался в Мант, чтобы повидаться с Габриэль д’Эстре.
После появления почты и во избежание путаницы с Нантом, Мант получил новое название — Мант-сюр-Сен, а после объединения с Гассикуром — Мант-Гассикур. Современное имя город обрёл в 1953 году.
Людовик XIV открыл в Манте мануфактуру музыкальных инструментов. В XIX веке сюда приезжали художники, прежде всего Коро, писавший городские пейзажи. В 1920 году Сергей Прокофьев создал здесь музыку к балету «Сказка про шута, семерых шутов перешутившего».
Во время Второй мировой войны Мант сильно пострадал.
С 1800 года до создания департамента Ивелин Мант являлся супрефектурой департамента Сена и Уаза.

## Достопримечательности
- Собор Нотр-Дам (XII—XIII век) (фр.)
- Старый мост в Лимэ (XII век) (фр.)